# Jens Byggmark
Jens Byggmark (Örebro, 22. kolovoza 1985.) bivši je švedski alpski skijaš.
Odrastao je u Tärnabyu, mjestu odakle su i velikani svjetskog skijanja, Ingemar Stenmark i Anja Pärson. Jens je bio najjači u tehničkim disciplinama, a najbolje rezultate ostvarivao je u slalomu. Premijerna sezona u Svjetskom skijaškom kupu bila mu je 2006. Nije dugo čekao na prvu pobjedu. Dvostruku slalomsku pobjedu odnio je u siječnju 2007. u austrijskom Kitzbühelu. To su mu bile jedine dvije pobjede, a osim njih imao je još nekoliko drugih mjesta.
Sa Dvjetskih prvenstava, vlasnik je ekipnog srebra iz Aarea 2007.

## Neka postolja u Svjetskom kupu
| Nadnevak           | Skijalište         | Disc.  | Poz. |
| ------------------ | ------------------ | ------ | ---- |
| 27. siječnja 2007. | Kitzbühel          | Slalom | 1.   |
| 28. siječnja 2007. | Kitzbühel          | Slalom | 1.   |
| 30. siječnja 2007. | Schladming         | Slalom | 2.   |
| 9. prosinca 2007.  | Bad Kleinkirchheim | Slalom | 2.   |
| 12. siječnja 2008. | Wengen             | Slalom | 2.   |
| 20. siječnja 2008. | Kitzbühel          | Slalom | 2.   |